# Scott Stapp
Scott Alan Stapp (nacido como Anthony Scott Flippen; Orlando, Florida; 8 de agosto de 1973) es un cantante, compositor, líder y cofundador junto a Mark Tremonti de la banda Creed y Art of Anarchy. Scott se encuentra en el 68º lugar en la lista de cantantes de heavy metal "Heavy Metal's All-Time Top 100 Vocalists" según la revista Hit Parader.

## Biografía
Sus letras sugieren creencias cristianas fuertes. Con frecuencia escoge no hablar de ello en entrevistas, prefiriendo dejar que sus letras hablen por sí mismas, pero él se ha abierto a la prensa cristiana. Scott asistió al Tallahassee Community College, donde consiguió un Grado en Artes. Luego asistió a la Universidad Estatal de Florida, donde se formó Creed. 
Stapp nombra a The Doors (especialmente a Jim Morrison) y U2, como sus principales influencias musicales, y actuó con los miembros de la primera banda mencionada, que aún viven en un concierto televisado en 1999, así como en el álbum Stoned Immaculate: The Music of the Doors.
Anunció una sociedad con NASCAR que permitiría que temas de su disco solista The Great Divide fuesen usados en publicidad para el evento deportivo Chase for the Championship. La alianza terminó con Stapp interpretando el himno nacional de Estados Unidos en la carrera Ford 400 en su hogar, Florida.
El 10 de febrero del 2006 Stapp se casó con la ganadora del Miss New York USA 2004, Jaclyn Nesheiwat, en Miami, Florida. Este es el segundo matrimonio de él y el primero de ella. Antes estuvo casado con Hillaree Burns por 16 meses, antes de que se divorciaran en 1999. Él tiene un hijo de su primer matrimonio, Jagger Stapp.
Stapp y su esposa tuvieron a su primera hija, Milán Hayat, el 4 de enero de 2007 en Miami, Florida, un mes antes de cumplir su primer año de matrimonio.
En noviembre de 2014, la esposa de Stapp, Jaclyn, le pidió el divorcio. En ese mismo mes, Stapp publicó un vídeo en Facebook en el que revela estar en bancarrota y sin hogar, alegando que se le congelaron sus cuentas corrientes, además de haber sido estafado.
En una entrevista realizada en 2006, Scott Stapp confirma que es cristiano.

## La era con Creed
Después de crear una amistad con el guitarrista Mark Tremonti, Stapp y Tremonti decidieron formar una banda después de reclutar al bajista Brian Marshall y al baterista Scott Phillips, nace Creed en el año 1995. Después de grabar tres discos,
Creed era unas de las bandas de rock más exitosas desde a mediados de los 90s hasta a principios del 2000.
En el 2004, Creed anuncia oficialmente su separación, y Stapp comienza a trabajar en su primer disco en solitario, The Great Divide, que fue lanzado en noviembre del 2005. Los otros miembros de Creed formaron la banda Alter Bridge junto al vocalista Myles Kennedy.

## Carrera como solista
Su álbum debut como solista The Great Divide fue lanzado en los Estados Unidos el 22 de noviembre de 2005, y alcanzó su peak al ser #19 en el chart de la revista Billboard. Como sea, a la par de ciertas controversias en su vida privada y todo ello mezclado con los reviews de su álbum, este experimentó pobres ventas comparadas a las que tuvo cuando militaba en Creed. Su segundo álbum salió en el 2014 bajo el nombre de Proof of Life.

## Vuelta de Creed
En 2009, después de 5 años, Scott decide reunir a los 4 integrantes de Creed para juntarse de nuevo y el 27 de abril de 2009 se confirmó el regreso con una nueva producción titulada Full Circle. En 2012 la banda se separa de nuevo.

## Vida privada
En 1997, Stapp se casó con Hillaree Burns. Se casaron por 16 meses y se divorciaron en 1998. Stapp tiene un hijo, Jagger, con Burns. Después de que la pareja se divorció, Stapp retuvo la custodia de Jagger.  
El 11 de febrero de 2006, Stapp se casó con la modelo y Miss New York USA 2004 Jaclyn Nesheiwat. Ellos tienen una hija. La pareja dio la bienvenida a un niño, Daniel Issam, el 4 de julio de 2010. 
En noviembre de 2014, la esposa de Stapp, Jaclyn, solicitó el divorcio. Más tarde ese mes, Stapp publicó un video en Facebook en el que reveló que no tenía hogar y que se enfrentaba a la pobreza. 
En agosto de 2017, Scott Stapp es diagnosticado con Asperger y luego comentó que el diagnóstico fue "un gran signo de alivio, porque finalmente, tuvimos una respuesta". 

### Controversias y Problemas legales
En julio de 2002, Stapp fue arrestado por la policía de Florida y acusado de conducir imprudentemente después de conducir el todoterreno antes de regresar al carril derecho. Fue liberado después de pagar una fianza de $ 500. 
También fue arrestado el 12 de febrero de 2006, un día después de su segundo matrimonio, por sospecha de embriaguez. 
El 20 de mayo de 2007, fue acusado de agresión como resultado de un episodio de violencia doméstica y luego arrestado. Más tarde, Stapp se lanzó bajo lanzamiento controlado. Stapp se disculpó con su esposa en público el 23 de mayo de 2007 y el cargo fue retirado más tarde. 
Una cinta de sexo que muestra a Stapp y Kid Rock recibiendo sexo oral de un grupo de groupies en un autobús turístico en 1999 se hizo pública en 2006. En una entrevista en el video de 45 minutos, Stapp dijo que no creía que fuera sexo real y que él y Kid Rock no han hablado desde que la cinta se hizo pública.

### Intento de suicidio
En 2003, consideró el suicidio después de beber una botella de Jack Daniel. Recuperó dos MP5 de su colección, puso pistolas en su cabeza, pero no tiró de los gatillos después de ver una foto de su hijo, Jagger. Más tarde afirmó que estaba convencido de que cualquier persona involucrada en Creed lo quería muerto para poder convertirse en un "mártir como Kurt Cobain" y aumentar las ventas de discos. Scott, "tenía pensamientos locos pasando por mi mente". Más tarde dijo que, en lugar de suicidarse, disparó unos pocos disparos contra su casa. Él dijo: "Estaba bajo el efecto de la prednisona [...] disparé unos pocos disparos y al instante fue como, '¿Qué diablos estoy haciendo?' Así que guardé las pistolas y corrí hacia el garaje, recuperé la masilla y remendé los agujeros ..." 
En 2006, su condición empeora e intenta suicidarse en Miami, luego de pasar días y noches que toma drogas sin dormir para buscar refugio de las obsesiones que se lanzan desde el ático del Hotel Delon. Está en el piso 17 pero su caída termina después de 12 metros, interrumpida por una cornisa de cemento que le fracturará el cráneo, la pelvis y la nariz, salvándole la vida. Permanecerá allí durante casi dos horas, sin poder moverse, resignándose a una muerte larga y dolorosa, cuando por casualidad el rapero T.I. nota una gota de sangre que gotea de una cornisa del hotel e interviene para salvarlo.

## Discografía

### Con Creed
- 1997 My Own Prison
  - 1998 Halloween H20: 20 Years Later ("What's This Life For")
  - 1998 Dead Man on Campus ("Bound & Tied")
  - 1998 WBCN '98 Naked CD ("My Own Prison" - acoustic)
  - 1998 The Faculty: Music from the Dimension Motion Picture ("I'm Eighteen")
  - 1998 Late Night with David Letterman ("One")
- 1999 Human Clay
  - 1999 End of Days ("Wrong Way")
  - 2000 Scream 3 ("What If," "Is This The End")
  - 2000 Woodstock Vol. 1 ("Roadhouse Blues")
  - 2000 GT2: Music at the Speed of Sound ("Unforgiven")
  - 2000 Jailbait ("Pity for a Dime")
  - 2000 Stoned Immaculate: The Music of The Doors ("Riders on the Storm")
  - 2001 NASCAR: Full Throttle ("Are You Ready?")
- 2001 Weathered
  - 2002 The Scorpion King ("To Whom It May Concern")
  - 2002 WWF Forceable Entry ("Young Grow Old")
- 2004 Greatest Hits
  - 2005 Harley Davidson: Ride ("Are You Ready?")
- 2009 Full Circle

### Como solista
Álbumes
- 2004 The Passion of the Christ: Songs ("Relearn Love")
- 2005 The Great Divide
- 2013  Proof of Life

Sencillos
- 2004 "Relearn Love"
- 2005 "The Great Divide"
- 2006 "Justify"
- 2006 "Surround Me"
- 2010 "Santana/Guitar Heaven: The Greatest Guitar Classic of all time"
- 2013 "Slow Suicide"
- 2014 "Dying to Live"
- 2014 "Break Out"

### Con Art Of Anarchy
- 2017  The Madness